# Caio Paes de Andrade
Caio Mario Paes de Andrade GORB (Rio de Janeiro, 28 de junho de 1974) é um empreendedor, administrador e investidor, membro da equipe econômica do Ministro Paulo Guedes, foi presidente do SERPRO, Secretário Especial de Desburocratização, Gestão e Governo Digital, responsável pela estratégia digital da Plataforma GOV.BR e também presidente da Petrobras de junho de 2022 a janeiro de 2023 .
Estudou no Colégio Militar de Salvador e é formado em Comunicação Social UNIP, com Pós-graduação em gestão pela Harvard University e Mestrado em Administração de Empresas na Duke University.

## Carreira
Caio Mario é um empresário brasileiro com participação na criação de várias empresas ligadas a internet brasileira, entre elas um dos primeiros provedores de acesso a internet, o STI Internet, e o serviço de hospedagem gratuito de sites hpG. O hpG foi fundado no inicio dos anos 2000, sendo vendido ao IG em 2002 em uma das maiores transações do mercado da internet brasileira. Também criou a Maber e 123i, fundadas através da holding WebForce que foram vendidos, para a consultoria de imóveis Lopes.
É um dos criadores da série Pixcodelics que resultou no MMORPG Cosmopax.
Na área social, em 2003, participou da fundação e divulgação do Instituto Fazer Acontecer, OSCIP que promove atividades esportivas e de formação para a cidadania para adolescentes que residem em zonas com baixo IDH na Bahia. Caio Mario atuou como mentor de empreendedorismo no Instituto Endeavor Brasil.
Em 2019 foi convidado pelo ministro Paulo Guedes para integrar o governo Bolsonaro, assumindo a presidência do SERPRO. Em 2020, substituindo Paulo Uebel, foi nomeado Secretário Especial de Desburocratização, Gestão e Governo Digital, pasta do Ministério da Economia.
À frente da Plataforma GOV.BR, fortaleceu as estratégias digitais do governo federal com a oferta de diversos novos serviços para a população, alcançando mais de 115 milhões de usuários registrados, elevando o Brasil para a 7. posição de maturidade em governo digital pelo Banco Mundial, dentre 198 países.
Caio também é membro do Conselho de Administração da Embrapa e da Pré-Sal Petróleo S.A (PPSA).
Em 2022 foi cogitado para assumir a presidência da Petrobras e indicado oficialmente pelo governo Bolsonaro em nota oficial publicada pelo Ministério de Minas e Energia em maio de 2022.   
Seu nome passou por avaliação de Background Check de Integridade (BCI) e de Capacitação e Gestão (BCG), sendo aprovado por 7 votos favoráveis e três contrários pelo conselho de administração para assumir a presidência da estatal e por 8 votos a 2 para compor o mesmo conselho..
Caio foi empossado como o 41.º Presidente da Petrobras em 28 de Junho de 2022, permanecendo no cargo até 4 de Janeiro de 2023. Sob sua gestão a Petrobras registrou o maior lucro líquido de sua história, lucrando R$188,3 bilhões de reais, distribuindo uma cifra total recorde de R$ 215,7 bilhões em dividendos para seus acionistas referente a 2022. 
Em 2023 renunciou ao cargo de presidente da Petrobras de forma antecipada para assumir a Secretaria de Gestão e Governo Digital do governo Tarcísio de Freitas no estado de São Paulo.
Á frente da Secretaria de Gestão e Governo Digital, Caio acumula a gestão do Detran - SP, a Companhia de Processamento de Dados do Estado de São Paulo, empresa de tecnologia responsável pela Impresa Oficial e pelas unidades do Poupatempo, bem como o Instituto de Pagamentos Especiais de São Paulo (Ipesp), responsável pela liquidação das carteiras de previdência vinculadas ao estado de São Paulo.

## Prêmios e condecorações[33]
- Prêmio Anuário do clube de criação de São Paulo 1991
- Melhor provedor de acesso (i-Best 1999)
- Melhor serviço de internet (i-Best 2000)
- Melhor serviço de internet (i-Best 2001)
- Melhor serviço de Hospedagem - hpG (Prêmio Info 2000 e 2001)[34]
- Empreendedor do ano (i-Best 2002)
- 100 Best place to work 2006 - Maber
- 100 Best place to work 2010 - Maber
- Melhores da Dinheiro 2019 (Serpro)
- Melhores e Maiores 2019 da Revista Exame (Serpro)
- Melhor do Brasil - Juri Popular - Governo - E-gov (i-Best 2021)[35]
- Membro da Ordem de Rio Branco, no grau de grande oficial[36]
- Ordem do Mérito da AGU - 2021[37]
- Ordem do Mérito Assis Brasil - TSE - Grau Comendador - 2022[38]
- Melhor serviço digital em governos estaduais do Brasil - Poupatempo SP.GOV.BR (i-Best 2023)[39]